# Wiktor Hryszko
Wiktor Wasylowycz Hryszko, ukr. Віктор Васильович Гришко, ros. Виктор Васильевич Гришко, Wiktor Wasiljewicz Griszko (ur. 2 listopada 1961 w Krzywym Rogu) – radziecki i ukraiński piłkarz występujący na pozycji bramkarza.

## Kariera piłkarska

### Kariera klubowa
Wychowanek klubu Spartak Ordżonikidze. Pierwszy trener - A. Skaczko. Ukończył Republikański Internat Sportowy w Kijowie oraz Instytut Kultury Fizycznej w Kijowie. Rozpoczął karierę piłkarską w drużynie rezerwowej Dynama Kijów. W 1982 w składzie Metalista Charków debiutował w Wyższej Lidze ZSRR, po czym powrócił do Dynama Kijów. W 1985 przeszedł do Czornomorca Odessa, gdzie został pierwszym bramkarzem zespołu. Latem 1992 wyjechał do Turcji, gdzie bronił barw Trabzonsporu. Latem 1995 powrócił do Odessy, gdzie potem występował w klubach Rybak Odessa, SK Mikołajów, Dnister Owidiopol i SKA-Łotto Odessa. Na początku 1999 ponownie został piłkarzem Czornomorca Odessa. W bramce Czornomorca stał w 239 meczach w Mistrzostwach ZSRR oraz Mistrzostwach Ukrainy. W 2001 zakończył karierę piłkarską w amatorskiej drużynie Dnister Owidiopol.

## Kariera trenerska
Po zakończeniu kariery zawodniczej w klubie Dnister Owidiopol, pozostał trenerem tej drużyny. Również bronił kolory klubów seniorskich zespołów Dnister Owidiopol oraz Riszelje Odessa, występował w reprezentacji weteranów Ukrainy. W grudniu 2003 roku zaproszony do Czornomorca Odessa na stanowisko zastępcy Dyrektora Sportowego klubu. Od lutego 2005 roku był dyrektorem SDJuSzOR "Czornomorec". Od listopada 2007 roku pełnił obowiązki trenera klubu Czornomoreć Odessa po przyjęciu dymisji Witalija Szewczenki. Jednocześnie jest Przewodniczącym Federacji Piłki Nożnej w Odessie.

## Sukcesy i odznaczenia

### Sukcesy klubowe
- zdobywca Pucharu Federacji ZSRR: 1990
- zdobywca Pucharu Ukrainy: 1992
- zdobywca Pucharu Turcji: 1995
- wicemistrz Turcji: 1995
- brązowy medalista Mistrzostw Turcji: 1993, 1994
- mistrz Pierwszej Ligi ZSRR: 1987
- wicemistrz Pierwszej Ligi Ukrainy: 1999

### Sukcesy indywidualne
- członek Klubu Jewhena Rudakowa: 108 meczów na "0"

### Odznaczenia
- tytuł Mistrza Sportu ZSRR: 1987
- tytuł Mistrza Sportu Ukrainy: 1992